# Ravenswood, West Virginia
Ravenswood är en ort i Jackson County i delstaten West Virginia, USA.